# Iglesiente

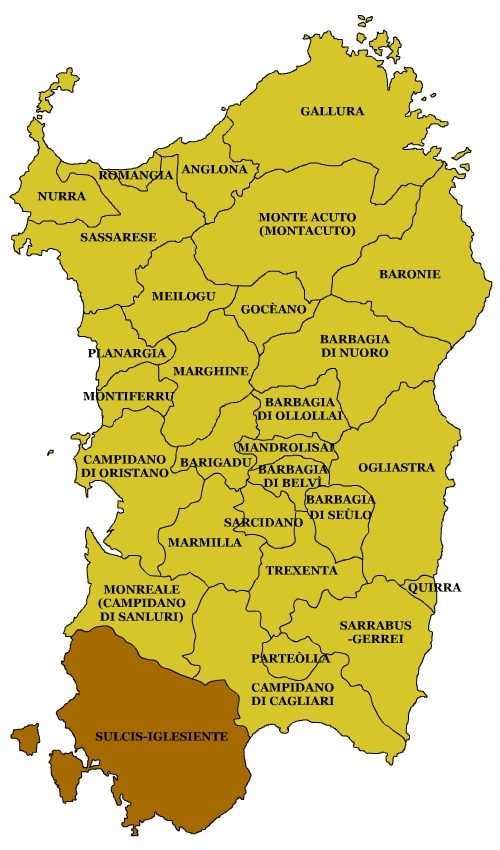
Iglesiente und Sulcis

Iglesiente ist eines der 20 landschaftlichen Gebiete der italienischen Mittelmeerinsel Sardinien. Es liegt an der Südwestküste, begrenzt von den Gebieten Arborea im Norden, Campidano im Osten und Sulcis im äußersten Süden der Insel.
Die Region ist reich an Bodenschätzen wie Silber, Blei, Zink, Kupfer, Eisen und Kohle, die seit der Römerzeit bis in die 1970er-Jahre in Bergwerken abgebaut wurden.
Die Landschaft wird neben den Ruinen alter Bergbauminen besonders von der Steilküste und den Sanddünen des Naturschutzgebietes Costa Verde, schroffen Gebirgszügen, fruchtbaren Tälern und von Korkeichenwäldern geprägt.

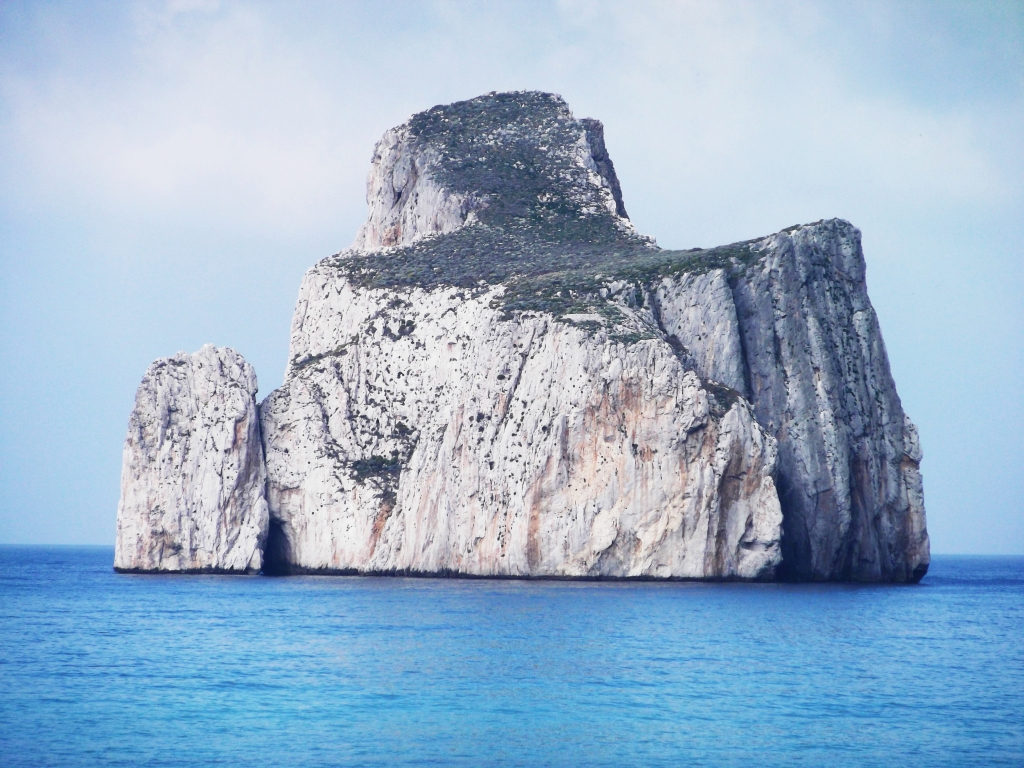
Pan di Zucchero

Wichtige Städte in Iglesiente sind Arbus, Guspini, Villacidro und vor allem Iglesias.
Sehenswert sind daneben die Reste des römisch-punischen Antas-Tempels etwa 20 Kilometer nördlich von Iglesias, die Belvedere von Nebida und die Iglesiente vorgelagerten Inseln Sant’Antioco und San Pietro sowie der Hafen Porto Flavia mit der winzigen Insel Scoglio Pan di Zucchero mit einer Fläche von 0,03 km² und einer Höhe von 133 Metern.